# Augusta RiverHawks
Die Augusta RiverHawks waren eine US-amerikanische Eishockeymannschaft aus Augusta, Georgia. Das Team spielte von 2010 bis 2013 in der Southern Professional Hockey League.

## Geschichte
Die Augusta RiverHawks wurden im Frühjahr 2010 als Franchise der Southern Professional Hockey League gegründet, in der sie ab der Saison 2010/11 den Spielbetrieb aufnahmen. In Augusta füllte die Mannschaft die Lücke, die von den Augusta Lynx hinterlassen wurde, die von 1998 bis 2008 in der ECHL aktiv waren. Wie schon die Lynx trugen die River Hawks ihre Heimspiele in der James Brown Arena aus, die eine Kapazität von etwas mehr als 9.000 Zuschauern aufweist. Als erster Cheftrainer der Mannschaft wurde der Kanadier Brad Ralph vorgestellt, der als aktiver Spieler unter anderem für die Phoenix Coyotes in der National Hockey League zum Einsatz kam. Zudem spielte er ein Jahr lang für die Augusta Lynx in der ECHL.
In ihrer Premierensaison erreichte das Team, nachdem es die reguläre Saison auf dem zweiten Platz hinter Mississippi Surge abgeschlossen hatte, die Finalspiele um den President's Cup und verlor diese in drei Begegnungen gegen die Surge.
Das Team wurde für die Spielzeit 2013/14 als inaktiv gemeldet. Im Juni 2014 wurde bekannt, dass das Franchise zur Saison 2015/16 nach Macon, Georgia, umgesiedelt und dort im Macon Coliseum spielen würde, wo in der Premierensaison der SPHL bereits die Macon Trax aktiv waren.

## Saisonstatistik
Abkürzungen: GP = Spiele, W = Siege, L = Niederlagen, T = Unentschieden, OTL = Niederlagen nach Overtime SOL = Niederlagen nach Shootout, Pts = Punkte, GF = Erzielte Tore, GA = Gegentore, PIM = Strafminuten
| Saison  | GP | W  | L  | T | OTL | SOL | Pts | GF  | GA  | Platz    | Playoffs                       |
| 2010/11 | 56 | 35 | 20 | — | 1   | 0   | 70  | 203 | 177 | 2., SPHL | Niederlage im Finale           |
| 2011/12 | 56 | 36 | 13 | — | 5   | 2   | 79  | 206 | 159 | 1., SPHL | Niederlage in der ersten Runde |
| 2012/13 | 56 | 19 | 31 | — | 3   | 3   | 44  | 150 | 186 | 9., SPHL | nicht qualifiziert             |